# Naya al-Siqlabí
Abu-l-Fawz Naya al-Siqlabí al-Alawí (¿? – 4 de febrero de 1043), más conocido simplemente como Naya al-Siqlabí (en árabe,نجاء الصقلبي), fue un esclavo eunuco y quinto rey de la Taifa de Málaga al ocupar el trono entre 1042 y 1043. Sucedió a Hasan al-Mustánsir, al retener al hermano y heredero de este en prisión, hasta que fue asesinado por sus propios soldados tras una campaña fallida para reconquistar la Taifa de Algeciras. 
Naya al-Siqlabí fue el único rey de la primera Taifa de Málaga hasta la anexión de la Taifa de Granada que no perteneció a la dinastía Hammudí, si bien formaba parte de la corte de estos en Ceuta, donde Yahya al-Muhtal e Idris I al-Muta'ayyad ejercían como gobernadores. 
Tras el asesinato de Naya también fue asesinado su aliado, el mercader as-Satifi e Idrís II ben Alí fue liberado de prisión y proclamado califa.
| Predecesor: Hasan al-Mustánsir | Rey taifa de Málaga 1042-1043 | Sucesor: Idrís II ben Alí |